# تاراگونز
تاراگونز (به اسپانیایی: Tarragonés) یک منطقهٔ مسکونی در اسپانیا است که در استان تاراگونا واقع شده‌است. تاراگونز ۳۱۹٫۲ کیلومتر مربع مساحت و ۲۵۰٬۳۰۶ نفر جمعیت دارد.